# Oficina de Informaciones, Reclamos y Sugerencias
La Oficina de Informaciones, Reclamos y Sugerencias (también conocido por la sigla OIRS) es un estamento presente en todas las reparticiones gubernamentales de Chile. Es la encargada de canalizar el contacto de la ciudadanía con las instituciones públicas.
Las labores de esta oficina son variados, pero principalmente se ocupa de resolver dudas de las personas que visiten los servicios públicos, ya sean hospitales, ministerios, gobernaciones, consultorios, CRS (Centros de Referencia de Salud), etc. Además están a cargo de recibir por medio de formularios las:
- Solicitudes
- Reclamos
- Sugerencias
- Consultas
- Aclaraciones
- Felicitaciones

Desde el 10 de abril de 2009 juegan un papel fundamental en la vigencia de la nueva Ley de Transparencia del gobierno.
Para las instituciones públicas la retroalimentación con los usuarios en fundamental y las OIRS están llamadas a ser la voz representativa de la ciudadanía en el interior de las organizaciones del gobierno.
- Datos: Q6047722